# Margarethe Krieger
Margarethe Krieger (* 27. April 1936 in Mannheim; † 22. Juli 2010 in Heidelberg) war eine deutsche Kunsthistorikerin, Grafikerin und Illustratorin.

## Leben
Margarethe Krieger kam 1936 als Tochter des aus dem Kraichtaler Stadtteil Unteröwisheim stammenden Volkskundlers, Theologen und Malers Carl Krieger in Mannheim auf die Welt. Seit ihrer frühen Kindheit lebte sie mit der Familie in Heidelberg, wo sie auch den Naturwissenschaftler und Künstler Hubert Gottschling kennenlernte. Von 1955 bis 1959 studierte sie Germanistik, Philosophie, Kunst und Kunstgeschichte an der Universität Heidelberg. Daran schloss sie ein Studium auf Lehramt bei Paul Hubbuch an der Kunstakademie Karlsruhe an.
Sie ging als Kunsterzieherin und Deutschlehrerin in den Schuldienst am Weinheimer Werner-Heisenberg-Gymnasium. Nebenher war sie als Kunstkritikerin im Rhein-Neckar-Kreis tätig und schuf eigene Kunstwerke. 1960 erschienen ihre ersten Buchillustrationen im S. Gideon Verlag, Gießen: Linolschnitte in Willem Enzincks Aus vielen Herbsten und Anna Maria Achenrainers Der grüne Kristall. Ihre dritte Arbeit waren Grafiken für den Erzählband Hol über! von Ludwig Friedrich Barthel im Jahr 1961. Etwa zu dieser Zeit begann sie sich intensiv mit der biblischen Figur des Hiob zu beschäftigen und einen rund 100 Bilder umfassenden Zyklus zu begründen. Zu ihrem Katalog Holzschnitte zu Brecht (Galerie Lore Dauer, Ludwigshafen 1966) steuerte Karl Krolow ein Vorwort bei.
1965 traf Krieger am Bodensee mit dem 41 Jahre älteren Schweizer Schauspieler Michel Simon zusammen, der sich dort von einem Arbeitsunfall erholte. Es entwickelte sich eine gegenseitige Zuneigung, die bis zu Simons Tod zehn Jahre später anhielt. Von ihrem Ehemann, dem CDU-Politiker Jürgen Schütz wurde sie 1971 geschieden.
Im Januar 2004 erlitt sie einen Schlaganfall. Ihr Sprechvermögen war betroffen und rechtsseitig war sie seitdem gelähmt. Trotz des Handicaps zeichnete sie weiter. Sie starb 2010 74-jährig und wurde wie ihr Vater auf dem Friedhof in Menzingen beigesetzt.
Ihren aus Bildern, Zeichnungen und einem Wohnhaus in Heidelberg-Handschuhsheim bestehenden Nachlass, vermachte sie der Stadt Kraichtal. Die Werke ergänzten die bereits vorhandene Sammlung im Graf-Eberstein-Schloss Gochsheim und mit dem Erlös aus dem Verkauf ihres Anwesens wurden innerhalb des Schlosses die Ausstellungsflächen erweitert und neu gestaltet. Die Arbeiten dazu begannen im November 2012. Außerdem wurde eine Margarethe-Krieger-Stiftung eingerichtet, die für eine dauerhafte und nachhaltige Sicherung des Nachlassgutes von Vater und Tochter Krieger sorgt.

## Werk
Der Mensch steht in den künstlerischen Arbeiten Kriegers, die Käthe Kollwitz als Vorbild angab, im Mittelpunkt und füllt als Porträt oder mit kleinen Gruppen tausende von Blättern. Es werden Grenzsituationen, Ausnahmezustände gezeigt: Lebensphasen, gekennzeichnet von Leiderfahrung, Not, Reifung, Verzicht und Selbstprüfung. Der geschundene Mensch hat Entscheidungen zu treffen, kennt und erfährt „Demut und Barmherzigkeit ebenso […] wie Hochmut und Bosheit“. „Der große Ernst in den Bildern von Margarethe Krieger und die überwiegend abgründigen, dunklen und tragischen Facetten des dargestellten Menschen“, heißt es in einer Ausstellungsbeschreibung, rühre nicht zuletzt von den von ihr bevorzugten Techniken Schwarz-weiß-Holzschnitt, Rohrfeder- und Kohlezeichnung sowie Radierung her. Sie war der Meinung, Farbe lenke zu sehr ab. Wer sich auf die Bilder einlasse, heißt es in der Ausstellungsbeschreibung weiter, und „das Geflecht graphischer Linien“ auf sich wirken lasse, für den würden sie transparent werden und „plötzlich nicht mehr so dunkel und schwermütig“ anmuten wie nach oberflächlicher Betrachtung.
Ihre Fertigkeit, Charakterköpfe mit wenigen Strichen zu zeichnen, wandte sie auch auf Porträts von Schauspieler-Persönlichkeiten an, wobei sie es auch nicht bei nur einem Porträt beließ, sondern jeden dutzendfach skizzierte. So existieren zahlreiche Porträts von Peter Pasetti, Klaus Löwitsch und O. W. Fischer, ebenso wie vom Bühnen- und Filmschauspieler Oskar Werner, dem bedeutenden Hamlet-Interpreten, mit dem die Künstlerin 30 Jahre lang eine innige Freundschaft verband, und verständlicherweise von Michel Simon.
Die zweite Richtung, die sie mit derselben Verve einschlug, betraf bildnerische Interpretationen literarischer Werke. Sie illustrierte Goethes Faust, Shakespeares Hamlet, Cervantes Don Quichote, Bertolt Brechts Dramen, aber auch die Gedichte von Ana Simon oder ihre Hommage an den Dichter Werner Bergengruen. Von besonderer Intensität war ihre Auseinandersetzung mit biblischen Themen. Davon zeugen Der verlorene Sohn, Der barmherzige Samariter und Das Buch Ruth. Für besonders eindrucksvoll wird ihr Zyklus Jüdische Passion gehalten, mit dem sie die Schrecken des Holocaust verarbeitete.
Der Schlaganfall bedeutete eine Katastrophe für sie als Künstlerin. Dennoch zeichnete sie willensstark mit ihrer linken Hand und dem Bleistift weit über hundert Männer- und Frauenköpfe, die weicher, fast schwerelos und auffällig anders wirken, als alles vorher von ihr Geschaffene.

## Illustrationen und Kataloge (Auswahl)
- Willem Enzinck: Aus vielen Herbsten. S. Gideon Verlag, Gießen 1960.
- Anna Maria Achenrainer: Der grüne Kristall. S. Gideon Verlag, Gießen 1960.
- Ludwig Friedrich Barthel: Hol über! Erzählung. Sachse & Pohl, Göttingen 1961.
- Delta 61. Gedichte. Impuls Verlag Heinz Moos, Heidelberg/Berlin 1962.
- Holzschnitte zu Brecht. Galerie Lore Dauer, Ludwigshafen 1966.
- Margarethe Krieger, Gerda Loehning, Ruth Reitnauer. Wandteppiche, Handzeichnungen, Holzschnitte. 25. Mai bis 18. Juni 1967. Heidelberger Kunstverein, Heidelberg 1967.
- Dagmar von Mutius: Versteck ohne Anschlag. Eine Kindheit. Verlag Werner Jerratsch, Heidenheim/Brenz 1975.
- Der verlorene Sohn. Rohrfederzeichnungen. Galerie Magdalena Melnikow, Heidelberg 1978.
- Margarete Krieger (Zeichnungen), René de Obaldia (Text): Don Quichotte. Rohrfederzeichnungen zu Cervantes. Galerie Kunst und Handwerk Dieter Treusch, Heidelberg 1979.
- Das Buch Ruth. Galerie Magdalena Melnikow [?], Heidelberg [?] 1980.
- Bert Nagel: Innstettens Traum und andere Erzählungen. Heidelberger Verlagsanstalt, Heidelberg 1986.
- Ana Simon: La rose de Jéricho. Poéme. Editions Nova, Genf/Heidelberg 1988.
- Teresa von Ávila: Nada te Turbe. Fragment. Editions Nova, Genf/Heidelberg 1990.
- Nora am Lenkrad und andere Geschichten. Heidelberger Verlagsanstalt, Heidelberg 1991.
- Ana Simon: Vertige. Poèmes. Editions Nova, Genf/Heidelberg 1996.
- Gudrun Wilhelms: Das Lied der Zikade. Texte aus der Provence. Selbstverlag, Weinheim 1996.
- O. W. Fischer: Ferner Klang. Texte. Hess, Ulm 1999.

## Vor- bzw. Nachworte
- Martin Mayer, Karl Graf Verlag, Speyer 1974 (= Das neue Kunstarchiv; Band 31).
- Schattengrenze. Zeichnungen., Galerie Magdalena Melnikow, Heidelberg 1987 (Zeichnungen und Einführungstext von Margarethe Krieger).
- O. W. Fischer: Meine Geheimnisse. Erinnerungen und Gedanken. Langen-Müller, München 2000 (Nachwort und 20 Porträtzeichnungen von Margarethe Krieger).

## Auszeichnungen
- 1968: Grafik-Preis, Musée d’art moderne de la Ville de Paris, 84. Salon de l’union des Femmes Peintres
- 1973: Internationaler Kunstpreis an eine ausländische Künstlerin, Musée d’Art Moderne de la Ville de Paris, Salon des Femmes Peintres
- 1978: Goldmedaille der L’Accademia D’Europa, Salsomaggiore Terme/Parma
- 1981 Auszeichnung und Ehrendiplom „Premio d’Italia“
- 1992: Willibald-Kramm-Preis der Stadt Heidelberg